# Sarah Greenwood
Sarah Greenwood (* März 1960) ist eine britische Szenenbildnerin und Artdirectorin. In der Kategorie Bestes Szenenbild wurde sie bislang sechsmal für einen Oscar nominiert.

## Leben
Zu Beginn ihrer Karriere arbeitete Greenwood hauptsächlich für zahlreiche Fernsehproduktionen, darunter zum Beispiel die Trilogie zu Die Chroniken von Narnia, die ab 1988 auf BBC ausgestrahlt wurde.
Erstmals für einen Kinofilm arbeitete sie 2005 in dem Drama Stolz und Vorurteil. Für diese Arbeit wurde sie 2006 in der Kategorie Bestes Szenenbild für einen Oscar nominiert.
Große Ehren wurden ihr auch für ihre Leistungen in dem Film Abbitte aus dem Jahr 2007 zuteil. Neben einer erneuten Oscarnominierung gewann sie den BAFTA-Award und gemeinsam mit dem Kameramann Seamus McGarvey und der Kostümdesignerin Jacqueline Durran den Evening Standard British Film Award für die Beste technische Leistung. Zudem gewann sie den Hollywood Film Award als Szenenbildnerin des Jahres.
Auch ihr nächster Film Sherlock Holmes brachte ihr 2010 eine Nominierung bei den Oscars und den Saturn Awards, sowie den Gewinn des Art Directors Guild Award ein. 2013, 2018 und 2024 erhielt sie weitere Nominierungen für den Oscar.
Sarah Greenwood ist die Mutter von Mackintosh Muggleton (* 1994), der 2007 im Endzeit-Horrorthriller 28 Weeks Later die Rolle des Andy Harris übernahm.

## Filmografie (Auswahl)
- 1988: Die Chroniken von Narnia: Der König von Narnia (The Chronicles of Narnia: The Lion, the Witch & the Wardrobe, Fernsehfilm)
- 1989: Die Chroniken von Narnia: Prinz Kaspian & Die Reise auf der Morgenröte (The Chronicles of Narnia: Prince Caspian & The Voyage of the Dawn Treader, Fernsehfilm)
- 1990: Die Chroniken von Narnia: Der silberne Sessel (The Chronicles of Narnia: The silver Chair, Fernsehfilm)
- 1996: The Tenant of Wildfell Hall (Fernsehserie)
- 2003: Charles II: The Power & the Passion (Fernsehfilm)
- 2003: Dr. Slippery (Fortysomething, Fernsehserie)
- 2005: Stolz und Vorurteil (Pride & Prejudice)
- 2007: Abbitte (Atonement)
- 2008: Miss Pettigrews großer Tag (Miss Pettigrew Lives for a Day)
- 2009: Der Solist (The Soloist)
- 2009: Sherlock Holmes
- 2011: Wer ist Hanna? (Hanna)
- 2011: Sherlock Holmes – Spiel im Schatten (Sherlock Holmes: A Game of Shadows)
- 2012: Anna Karenina
- 2016: Verräter wie wir (Our Kind of Traitor)
- 2017: Die Schöne und das Biest (Beauty and the Beast)
- 2017: Die dunkelste Stunde (Darkest Hour)
- 2020: Rebecca
- 2021: Cyrano
- 2023: Barbie

## Auszeichnungen und Nominierungen
Oscar
- 2006: Nominierung in der Kategorie Bestes Szenenbild für Stolz und Vorurteil
- 2008: Nominierung in der Kategorie Bestes Szenenbild für Abbitte
- 2010: Nominierung in der Kategorie Bestes Szenenbild für Sherlock Holmes
- 2013: Nominierung in der Kategorie Bestes Szenenbild für Anna Karenina
- 2018: Nominierung in der Kategorie Bestes Szenenbild für Die dunkelste Stunde
- 2018: Nominierung in der Kategorie Bestes Szenenbild für Die Schöne und das Biest
- 2024: Nominierung in der Kategorie Bestes Szenenbild für Barbie

BAFTA Awards
- 1997: Nominierung für den British Academy Television Award in der Kategorie Best Design für The Tenant of Wildfell Hall
- 2004: Nominierung für den British Academy Television Award in der Kategorie Bestes Szenenbild für Charles II: The Power & the Passion
- 2008: Gewinnerin des British Academy Film Award in der Kategorie Bestes Szenenbild für Abbitte
- 2013: Nominierung für den British Academy Academy Film Award in der Kategorie Bestes Szenenbild für Anna Karenina
- 2018: Nominierung für den British Academy Academy Film Award in der Kategorie Bestes Szenenbild für Die dunkelste Stunde
- 2018: Nominierung für den British Academy Academy Film Award in der Kategorie Bestes Szenenbild für Die Schöne und das Biest
- 2021: Nominierung für den British Academy Academy Film Award in der Kategorie Bestes Szenenbild für Rebecca
- 2022: Nominierung für den British Academy Academy Film Award in der Kategorie Bestes Szenenbild für Cyrano
- 2024: Nominierung für den British Academy Academy Film Award in der Kategorie Bestes Szenenbild für Barbie

Evening Standard British Film Award
- 2008: Gewinnerin in der Kategorie Beste technische Leistung für Abbitte
- 2008: Gewinnerin in der Kategorie Beste technische Leistung für Anna Karenina

Art Directors Guild Award
- 2008: Nominierung in der Kategorie Bestes Szenenbild für Abbitte
- 2010: Gewinnerin in der Kategorie Bestes Szenenbild für Sherlock Holmes
- 2013: Gewinnerin in der Kategorie Bestes Szenenbild für Anna Karenina
- 2018: Nominierung in der Kategorie Bestes Szenenbild für Die dunkelste Stunde
- 2018: Nominierung in der Kategorie Bestes Szenenbild für Die Schöne und das Biest
- 2024: Nominierung in der Kategorie Bestes Szenenbild für Barbie

Saturn Award
- 2010: Nominierung in der Kategorie Bestes Szenenbild für Sherlock Holmes
- 2013: Nominierung in der Kategorie Bestes Szenenbild für Anna Karenina
- 2018: Nominierung in der Kategorie Bestes Szenenbild für Die Schöne und das Biest
- 2024: Nominierung in der Kategorie Bestes Szenenbild für Barbie

Hollywood Film Award
- 2008: Szenenbildnerin des Jahres
- 2012: Szenenbildnerin des Jahres für Anna Karenina

RTS Television Award
- 1997: Gewinnerin in der Kategorie Bestes Szenenbild – Drama für The Tenant of Wildfell Hall